# Pristaulacus chlapowskii
Pristaulacus chlapowskii är en stekelart som beskrevs av Jean-Jacques Kieffer 1900. Pristaulacus chlapowskii ingår i släktet Pristaulacus och familjen vedlarvsteklar. Inga underarter finns listade i Catalogue of Life.